# Srđan Mrkušić
Srđan Mrkušić (ur. 26 maja 1915 w Sinju, zm. 30 października 2007 w Belgradzie) – chorwacki piłkarz, reprezentant Jugosławii, występujący podczas kariery zawodniczej na pozycji bramkarza. Uczestnik mistrzostw świata 1950 rozgrywanych w Brazylii.

## Kariera
Srđan Mrkušić karierę zaczynał w Hajduku Split. Następnie w latach 1936–1944 reprezentował barwy klubu OFK Beograd. W sezonie 1945/1946 grał w klubie Milicionar Belgrad. Mrkušić w 1946 roku przeszedł do
klubu FK Crvena Zvezda Belgrad, w którym występował do końca kariery.